# Честность
Че́стность — одна из основных человеческих добродетелей, моральное качество, которое включает правдивость, принципиальность, верность принятым обязательствам, субъективную убеждённость в правоте дела, искренность перед другими и перед самим собой в отношении тех мотивов, которыми человек руководствуется.
Честность является одним из важнейших требований нравственности. Честность связана с совестью, основана на соблюдении общественных норм и является основой доверия людей друг другу. Требование честности вытекает из необходимости взаимной координации действий при совместной деятельности и из потребностей совместной жизни людей.
На практике понятие честности чаще всего рассматривается относительно заключения договоров, отношений обмена и собственности. Утилитарный подход к этике рассматривает честность как практически полезное качество; так, Бенджамин Франклин говорил, что «честность полезна, ибо она приносит кредит»; Макс Вебер в своей работе «Протестантская этика и дух капитализма» отмечает, что при таком подходе там, где видимость честности достигает нужного эффекта, она вполне может заменить подлинную честность.
Люди, как правило, склонны считать, что мера честности для одного человека в разных ситуациях будет схожа (в соответствии с максимой «честный человек честен всегда»); экспериментальная психология показывает, что такая связь между честностью в разных ситуациях систематически переоценивается и фактически является предубеждением.
Понятие «внутренняя честность» имеет два разных прочтения — честность самоотчета перед самим собой или же честность поступка, проявляемая в условиях, когда разоблачение обмана невозможно и наказания за бесчестность нет. Внутренняя честность во втором смысле связана с уровнем соблюдения законов и правил в обществе.

## Связь с другими качествами
Противоположностью честности являются обман, ложь, вероломство, лицемерие, воровство. Качества, которые сопоставляются с честностью — правдивость, порядочность, справедливость. Философ Андре Конт-Спонвиль определяет честность как «справедливость от первого лица».
Честность может рассматриваться и как слабоотделимое от правдивости качество, и как существенно отличающееся понятие. Так, правдивость может пониматься как имеющая отношение исключительно к достоверности информации («стремление говорить то, что есть на самом деле»), а честность — как общая оценка поведения («следование моральным принципам, своему пониманию правил честного поведения»); введение в заблуждение при отсутствии корыстных мотивов, умысла может считаться не противоречащим честности. Опросы показывают, что в современном российском обществе честность ценится выше, чем правдивость.
Абсолютная честность без учета ситуации может быть расценена как бестактность. Отступление от честности может быть расценено как моральное поведение, не противоречащее честности человека, в некоторых случаях, когда предполагается, что честность может травмировать собеседника.

## В религии

### В христианстве
В христианстве честность трактуется как правдивость, открытость, уклонение от лжи в практических делах и в словах; мотив христианской честности связан с поклонением Богу как абсолютно истинному, верному, «хранящему завет» и требующему, чтобы истина обитала в сердце человека. Бесчестность способна нарушать единство всех христиан. В Евангелиях Христос неустанно обличает лицемерие, и требует совершенной честности, цельности, упраздняя клятвы и требуя: «Но да будет слово ваше: да, да; нет, нет; а что сверх этого, то от лукавого.» (Мф. 5:33-37).

## В теории игр и экономике
В теории игр, экономике и экспериментальной экономике честность является важным элементом построения моделей взаимодействия и непосредственным предметом исследования. Наличие честности часто рассматривается не как бинарный признак (присутствует/отсутствует), а как количественный признак. Проявляемое участником взаимодействия количество честности может зависеть от ситуации при принятии решения, от существующего окружения, от предшествующих действий и репутации участников взаимодействия. Теория рационального экономического поведения (homo economicus), предполагает, что человек стремится получить максимальную выгоду, и предпочтет солгать, когда выигрыши от лжи превышают плату за вранье в случае, если оно откроется. Однако в множестве экспериментов было показано, что поведение людей не укладывается в эту схему. Среди возможных объяснений такого расхождения — игнорирование ущерба репутации в модели издержек от лжи, желание людей соответствовать социальной норме. Философ Джон Ролз критически отзывался о возможности привлечь теорию игр для анализа честности как моральной категории.

## В эволюционной биологии и этологии
В этологии существует понятие «честного сигнала», то есть характерного для всей группы сигнала, в той ситуации, когда сигнал соответствует реальности. Поскольку животное, которое подает в момент опасности «честный» (и тем самым хорошо различимый) сигнал, увеличивает свой риск, спасая остальных, такой «честный сигнал», относится к альтруистическому поведению. Понятие «честного сигнала» в эволюционной биологии расширяется с собственно сигналов до специфических признаков-маркеров, которые могут свидетельствовать о физической силе, возрасте, статусе или социальном ранге животного, и в принципе могли бы быть «подделаны» (например — размер рогов у оленя или размер хвоста у павлина). Существуют различные объяснения тому, что такие сигналы животных как правило адекватно информируют партнёра или соперника, несмотря на связанные с «обманом» выгоды. Признаки, используемые как рекламные сигналы, могут иметь настолько большую «стоимость» для своего обладателя, что только действительно сильное и здоровое животное сможет демонстрировать такой признак (см. концепция гандикапа); так, показные акты альтруизма могут рассматриваться как «честный» рекламный сигнал, свидетельствующий о достатке ресурсов. Между признаком и состоянием животного может существовать прямая физиологическая связь. исключающая возможность «обмана». Для некоторых сигналов может существовать «социальный контроль» честности коммуникации, когда подающая «ложный» сигнал особь навлекает на себя агрессию других представителей вида. Существует множество теорий, показывающих, каким именно образом в конкретных условиях существования определенного вида честность или обман могут быть эволюционно стабильной стратегией (в результате выгодности обмана система коммуникации со временем может стать бессмысленной, а значит, нестабильной); вопрос «честной» коммуникации — один из ключевых в современной науке о поведении животных.
Российский зоолог и этолог Е. Н. Панов считает постановку вопроса о «честной коммуникации», «честных сигналах» у животных схоластической, и не соответствующей биологической реальности; он отмечает, что хотя при введение этих понятий подчеркивалось, что они не включают в себя оценку преднамеренности поведения, фактически в настоящее время большое число исследователей не разделяют представления о «честности» и «обмане» у животных от их бытового понимания; сам вопрос о возможности преднамеренного обмана у животных, включая даже высших обезьян, Панов считает открытым.

## Интеллектуальная честность
В деятельности, относящейся к познанию, прежде всего в науке, выделяется такая категория, как интеллектуальная честность (англ. Intellectual honesty). Интеллектуальная честность может быть определена как, прежде всего, желание не лгать самому себе, честность, относящуюся к собственным мыслям, внутренним действиям, убеждениям. Интеллектуальная честность включает в себя необходимость осознавать границы своей компетенции. Одним из первых философов, рассматривавших именно интеллектуальную честность, был Фридрих Ницше, для него «добросовестность ума» входила в этику когнитивной деятельности.

## Национальные различия
Между 2013 и 2016 годами было проведено экспериментальное исследование честности. Исследователи сдавали охране торговых центров и администраторам гостиниц «потерянные» бумажники, как с небольшой суммой денег, так и пустые. В бумажниках находились визитки с координатами «хозяев». Всего в 355 городах в 40 странах было оставлено 17 тыс. бумажников. Было выявлено значительное расхождение в проценте возврата по странам. Процент возврата в каждой стране зависел также от наличия денег в бумажнике. Пустые бумажники возвращались реже. Крайние значения были получены в Дании (82 %) и Перу (13 %) — при наличии денег; для пустых: Швейцария (73 %) и Китай (7 %). Увеличение суммы денег вело к увеличению возврата во всех странах.

### Комментарии
1. ↑  Сумма денег соответствовала примерно $13 долл в местной валюте с поправкой на покупательную способность